# Alcis melanonota
Alcis melanonota är en fjärilsart som beskrevs av Louis Beethoven Prout 1930. Alcis melanonota ingår i släktet Alcis och familjen mätare. Inga underarter finns listade i Catalogue of Life.